# Patinatge artístic als Jocs Olímpics d'hivern de 1980 - Individual femení
Als Jocs Olímpics d'Hivern de 1980 celebrats a la ciutat de Lake Placid (Estats Units) es disputà una prova en categoria femenina, que formà part del programa oficial dels Jocs.
Les proves es disputaren entre els dies 20 i 23 de febrer de 1980 a l'Olympic Center.

## Comitès participants
Hi participaren un total de 22 patindores de 15 comitès nacionals diferents.
| - Àustria (1) - Canadà (1) - Corea del Sud (1) - Espanya (1) - Estats Units (3) |  | - Finlàndia (2) - Itàlia (2) - Iugoslàvia (1) - Japó (1) - Regne Unit (1) |  | - RDA (1) - RFA (3) - Suïssa (2) - Unió Soviètica (1) - R.P. de la Xina (1) |

## Resum de medalles
| Or            | Argent          | Bronze      |
| Anett Pötzsch | Linda Fratianne | Dagmar Lurz |

## Resultats
| Posició | Nom                       | CON             | F  | PC | PL | Punts  | Places |
| ------- | ------------------------- | --------------- | -- | -- | -- | ------ | ------ |
| 1       | Anett Pötzsch             | RDA             | 1  | 4  | 3  | 189.00 | 11     |
| 2       | Linda Fratianne           | Estats Units    | 3  | 1  | 2  | 188.30 | 16     |
| 3       | Dagmar Lurz               | RFA             | 2  | 5  | 6  | 183.04 | 28     |
| 4       | Denise Biellmann          | Suïssa          | 12 | 1  | 1  | 180.06 | 43     |
| 5       | Lisa-Marie Allen          | Estats Units    | 8  | 3  | 4  | 179.42 | 45     |
| 6       | Emi Watanabe              | Japó            | 4  | 8  | 5  | 179.04 | 48     |
| 7       | Claudia Kristofics-Binder | Àustria         | 5  | 7  | 9  | 176.88 | 60     |
| 8       | Susanna Driano            | Itàlia          | 6  | 14 | 10 | 172.82 | 77     |
| 9       | Sandy Lenz                | Estats Units    | 11 | 6  | 7  | 172.74 | 82     |
| 10      | Kristiina Wegelius        | Finlàndia       | 7  | 11 | 12 | 172.04 | 87     |
| 11      | Sanda Dubravcic           | Iugoslàvia      | 13 | 10 | 8  | 170.30 | 100    |
| 12      | Karena Richardson         | Regne Unit      | 10 | 9  | 4  | 168.94 | 109    |
| 13      | Karin Riediger            | RFA             | 15 | 13 | 11 | 166.32 | 120    |
| 14      | Danielle Rieder           | Suïssa          | 9  | 15 | 16 | 165.46 | 125    |
| 15      | Heather Kemkaran          | Canadà          | 16 | 12 | 15 | 164.64 | 128    |
| 16      | Kira Ivanova              | Unió Soviètica  | 18 | 16 | 13 | 161.54 | 144    |
| 17      | Susan Broman              | Finlàndia       | 14 | 17 | 17 | 157.54 | 152    |
| 18      | Christina Riegel          | RFA             | 17 | 19 | 18 | 149.50 | 162    |
| 19      | Franca Bianconi           | Itàlia          | 19 | 18 | 19 | 144.82 | 134    |
| 20      | Hae-Sook Shin             | Corea del Sud   | 20 | 22 | 22 | 128.18 | 134    |
| 21      | Gloria Mas-Gil            | Espanya         | 21 | 20 | 21 | 126.56 | 190    |
| 22      | Zhenghua Bao              | R.P. de la Xina | 22 | 21 | 20 | 126.96 | 191    |